# 競艇の競走格付け
本項では日本における競艇（愛称：ボートレース）の競走格付けについて記述する。

## 概要
1988年度よりグレード制が採用されており、以下に示す順で5段階にランク分けされる。なおGI・GII・GIIIの本来の数字表記はローマ数字である。
ランクは上位から
- SG（スペシャルグレード）
- プレミアムGI（PGI 全国発売規模のGIを特に格付け。2014年度より新設）[1]
- GI（G1）[1]
- GII（G2）
- GIII（G3）
- 一般戦

の順である。
上記の中でもSGやプレミアムGIはボートレースのトップレーサーが一堂に集うことで人気が高い。2014年度からは、正式名称とは別に、SGとプレミアムGIに通称を導入した。

## SG
SGとは、Special Grade（スペシャル・グレード）の略称である。グレード制導入以前は、鳳凰賞（総理大臣杯）・全日本選手権・全国地区対抗（後の笹川賞）・モーターボート記念を総称して「四大特別競走」と呼び、その後に新設された賞金王決定戦を加えて「五大特別競走」と呼んでいた。平成期に「グランドチャンピオン決定戦」・「オーシャンカップ」・「競艇王チャレンジカップ」が新設された。
参加資格は優先出走権を有する場合などを除き、原則としてA1級のボートレーサーにしか与えられない。それゆえに全国から最上級レベルの選手が集まるレースである事を表し、中でも「グランプリ」は賞金額が1億円と破格な事もあり、別格として扱われる。
開催日程・開催レース場等は、毎年6月（年によっては7月にずれる場合がある）頃の日本モーターボート競走会理事会で決定される。
各SGは各ボートレース場の持回り（各開催レース場の立候補制）で開催されている。
- ボートレースクラシック（3月）
- ボートレースオールスター（5月）
- グランドチャンピオンシップ（6月）
- オーシャンカップ（7月）
- ボートレースメモリアル（8月）
- ボートレースダービー（10月）
- チャレンジカップ（11月）
- グランプリ（12月）
  - グランプリ
  - グランプリシリーズ

詳細については各競走のページおよびスペシャルグレードを参照のこと

## GI（G1）
SGほど出場条件は厳しくないが、GIも全国のボートレース場から精鋭が集まるレースである。SGが全国から精鋭が集まるのに対し、GIは開催場地元の名手をやや重点的に斡旋する傾向がある。プレミアムGIはシニア・レディース・ヤングの各世代のチャンピオンを決定するレースと女子レーサーの賞金王決定戦の4レース、GIは各レース場・各地区のチャンピオンを決めるレースでもある。実力のある女子レーサーのGI斡旋が少ないことと各地区選手権の地区間のレベルの差がよく話題としてのぼる。なおGIはバトルチャンピオントーナメントのみ4日間開催、他は全て6日間開催である。

### プレミアムGI（PG1）
次にあげる6つのレースはSGに準ずる規模の全国発売競走であり、特に「全国発売GI」とも呼ばれていたが、2014年度からは他のGIと比べて格上に値するため「プレミアムGI」と呼称することになった。
プレミアムGIとはオートレースでの特別GIに相当する。
開催日程・開催レース場等は、上のSGと一緒に毎年6月（年によっては7月にずれる場合がある）頃の日本モーターボート競走会理事会にて決定される。
SGおよびプレミアムGIでは、開催直前にはテレビ・ラジオCMやポスターなどで事前告知も多く行われる。SG・プレミアムG1のキャッチフレーズも参照。
- ボートレースバトルチャンピオントーナメント（1月（2021年までは11月下旬〜12月下旬）、2019年新設）
- スピードクイーンメモリアル（2025年開始。2月）
- マスターズチャンピオン（名人戦）（4月）
- レディースチャンピオン（女子王座決定戦）（8月）
- ヤングダービー（9月）
- クイーンズクライマックス（賞金女王決定戦）（12月下旬 - 大晦日）

詳細については各レースのページを参照のこと。

### その他のGI
- 周年記念（各レース場ごとに年1回）
- ダイヤモンドカップ（大規模施設改修を行うと開催される）
- 高松宮記念特別（10月 ボートレース住之江）
- 地区選手権（2月 地区毎のボートレース場持ち回り 6地区同時期に開催。優勝者には直後に開催されるボートレースクラシックの出場権が与えられる）

周年記念、ダイヤモンドカップ、高松宮記念特別の出場選手はA1級。52名の斡旋の場合は施行者希望選手21名、斡旋課提示選手31名でその内、1〜4名程度が新鋭対象選手が選ばれる。

### 廃止されたGI
- 新鋭王座決定戦競走（廃止時点で9月）

## GII（G2）
GIIは以下の6つのレース（年間10節）のみである。グレード分類の観点からすると極端に分類が偏っているため、グレード分類の再編成の必要性がしばしば話題に挙げられる。なおGIIは全て6日間開催である。出場資格はB級も出場可能であるレディースオールスター、全国ボートレース甲子園を除きA1・A2級。
- レディースオールスター（毎年2月下旬 - 3月上旬頃）2017年新設。
- ボートレース甲子園（7月）2019年新設
- モーターボート誕生祭（ボートレース大村）
- 秩父宮妃記念杯（ボートレースびわこ）
- レディースチャレンジカップ（11月）
- モーターボート大賞（随時）年度内にSG・PGIなどのレースが行われないレース場で開催（年間5節 同時期開催あり）。

廃止
- ランナー王座決定戦（1989年〜1992年）

## GIII（G3）
- オールレディース競走（各場ごとに毎年度1回）
- マスターズリーグ競走（満45歳以上のボートレーサーによる競走。年間10戦（2018年現在）。一般戦で行われていた匠シリーズをG3に格上げし年齢制限も48歳以上から45歳以上に緩和してリニューアル）
- 企業杯競走[5]（各場ごとに毎年度1回）
- イースタンヤング・ウエスタンヤング（プレミアムGIのヤングダービーへのトライアル・東西同時期開催で年1回、6月開催）

廃止
- モーターボート大賞トライアル競走（2007年〜2011年）[6]
- 新鋭リーグ競走

## 一般戦
一般戦は開催期間が4〜7日間と流動的である。開催期間が長くなるほど上位選手が斡旋される傾向にあるが、4日間の開催に豪華なメンバーが呼ばれることもある。地元のトップレーサーはこのレベルのレースに出るとシリーズリーダーとなり優勝候補の本命となる。
なお「フライング休み」（フライングや出遅れのため、斡旋が一時停止される期間）を終えた選手の復帰戦は原則として一般戦となる。
- スポーツ新聞や放送局などのタイトル戦
- ゴールデンウィーク・お盆・年末年始のレース
- ダブル優勝戦（東西や男女、AB級等）
- ヴィーナスシリーズ※オールレディース競走と異なり、選手登録16年まで出場可能。2020年以降は各場毎年度1回開催、2019年までは年間12戦で、2019年のみ特別ヴィーナスシリーズが5戦別途追加された。
- ルーキーシリーズ※登録6年未満まで出場可能（および登録6年以上であっても30歳未満が出場可能なオーバーエイジ枠を限定で設定）。各場毎年度1回（2019年より）。
- ノンタイトルの一般戦
- ファン感謝3days ボートレースバトルトーナメント（2016年からスタートした3日間だけの超短期決戦）
- ボートレースレディースVSルーキーズバトル（2018年からスタートした、新鋭選手と女子選手の対戦形式のシリーズ、毎年2月と5月の年2回開催）

上記のうち、ゴールデンウィーク・お盆・年末年始のレースは地元の選手を大勢集めてレースを行う。地元の選手には普段一般戦に斡旋される機会が少ないトップレーサーも含まれるため、一般戦の中では一番華やかでかつ売上の大きいレースとなる。ボートレース平和島における東京ダービーなどが代表例。
ダブル優勝戦は各部門に分かれて予選から優勝戦までレースを行う、そのため1節で2人の優勝者が出る。
※各競走の開催予定については外部リンクの「BOAT RACE official web」を参照のこと。

## 女性レーサーを対象とした競走

### レディースチャンピオン（PG1）
1987年に「女子王座決定戦競走」の名称で、女子リーグ戦の成績上位選手を対象として発足。1988年にGII、2000年にGI昇格（当時は他の一般GIと同等格）。2014年にレディースチャンピオンの愛称を定めるとともにPGI格に昇格する。

### クイーンズクライマックス（PG1）
2012年（平成24年）より新設された競走。2014年から、通称：クイーンズクライマックス（Queens Climax）として開催。

### スピードクイーンメモリアル（PG1）
2025年（令和7年）より新設。各ボートレース場の競走（2周レースを除く）において最も早いレースタイムを記録した選手および各ボートレース場から推薦された選手が出場することができる。

### レディースチャレンジカップ（G2）
2014年（平成26年）より新設された競走。女性レーサーの獲得賞金上位が出場することができる。チャレンジカップと同時に開催。

### レディースオールスター（G2）
2017年（平成29年）より新設された競走。ファン投票による獲得投票数上位の女子レーサーが出場することができる。

### オールレディース
オールレディースはかつてのオール女子戦競走である。女性レーサーのみ出場資格を有するが、女子リーグ戦および後身のヴィーナスシリーズとは異なり、登録年数の制限が設定されていないため、中堅やベテランの女性レーサーも出場が可能である。
2014年度の制度改正により、オールレディースに改称の上、競走のグレードをG3に昇格し、同時に女子リーグ戦と入れ替わる形でレディースチャンピオンの選考対象競走となった。このためオールレディースに優勝すれば中堅やベテランの女性レーサーにも出場権が与えられることとなり、若手女子レーサー以外にもレディースチャンピオンへの出場チャンスを増やしている。
G3に昇格してからは周年記念競走（G1）、企業杯競走（G3）と同様、各レース場で毎年度1回必ず開催されるレースとなった。このため、ボートレースの公式サイトではヴィーナスシリーズやルーキーシリーズ、マスターズリーグのようにレース名の後ろに「第○（数字が入る）戦」と記載されていない。

### ヴィーナスシリーズ
ヴィーナスシリーズはかつての女子リーグ戦競走である。女子リーグ戦競走時代と同様に登録16年未満の女性レーサーだけで競走を行っていた。常滑での「レディース笹川杯」（女子リーグ戦で開催の年もあった）や住之江での「アクアクイーンカップ」などのタイトル競走があった。準優勝戦・優勝戦でスタート事故を起こすと一定期間すべての女子戦の斡旋が停止される。
2014年度の制度改正により、ヴィーナスシリーズは一般戦に降格となり、G3に昇格したオールレディース（旧：オール女子戦。本競走とは異なり女子選手であれば登録年数の制限はなし）とグレードが入れ換わった。また、女子リーグ戦時代は女子王座決定戦競走の選考対象競走であり、女子リーグ戦優勝者には女子王座決定戦への出場権が与えられていたが、2014年以降はこれも上記のオールレディース競走に変更され、選考対象競走ではなくなった。
2019年5月9日に、女子戦の更なる活性化を目的に、登録16年以上の女子レーサーをOGとし、2019年度は出場選手のうち原則12名をOG枠とする「特別ヴィーナスシリーズ」を4節開催し、2020年度以降は全場でヴィーナスシリーズを1開催必ず施行し、これまでの毎年原則12節から倍増の毎年24節で行い、斡旋選手にOGを含む開催内容の大幅な変更が発表され、最初のレースとなる特別ヴィーナスシリーズ第1戦が6月27日から7月2日の日程でボートレース福岡で開催された。

### ダブル優勝戦
男女W優勝戦とも呼ばれ、男性レーサーの競走と女性レーサーの予選競走をそれぞれ実施。勝ち上がりもすべて男女別に行い、優勝戦も男女2競走が行われる。代表例では多摩川競艇場で行われるダブル優勝「TVKカップ」などがある。女子戦では登録16年を超えても出場可能だが、女子戦斡旋停止期間中は斡旋されない。

## 年間日程
| 開催月 | Special GRADE                                                   | プレミアムGI                                    | 主なG1以下の各レース                                    |
| ------ | --------------------------------------------------------------- | ----------------------------------------------- | ------------------------------------------------------- |
| 1      |                                                                 | BBCトーナメント                                 |                                                         |
| 2      |                                                                 | スピードクイーンメモリアル                      | 地区選手権                                              |
| 3      | 総理大臣杯（クラシック）                                        |                                                 |                                                         |
| 4      |                                                                 | 競艇名人戦 （マスターズチャンピオン）           |                                                         |
| 5      | 笹川賞（オールスター）                                          |                                                 | レディースオールスター                                  |
| 6      | グランドチャンピオン決定戦                                      |                                                 | イースタンヤング・ウエスタンヤング                      |
| 7      | オーシャンカップ                                                |                                                 | 全国ボートレース甲子園                                  |
| 8      | モーターボート記念（メモリアル）                                | 女子王座決定戦 （レディースチャンピオン）       |                                                         |
| 9      |                                                                 | ヤングダービー                                  |                                                         |
| 10     | 全日本選手権（ダービー）                                        |                                                 | ファン感謝3baysボートレースバトルトーナメント           |
| 11     | チャレンジカップ                                                |                                                 | レディースチャレンジカップ                              |
| 12     | 賞金王決定戦競走（グランプリ） 同時開催でグランプリシリーズ開催 | 賞金女王決定戦競走 （クイーンズクライマックス） | 賞金女王シリーズ戦 （クイーンズクライマックスシリーズ） |

## ビッグレースのカラー
| 順番 | タイトル名                                 | 正式名称                                       | 外枠     | 内枠     |
| ---- | ------------------------------------------ | ---------------------------------------------- | -------- | -------- |
| 1    | ボートレースクラシック                     | 鳳凰賞競走                                     | ゴールド | レッド   |
| 2    | マスターズチャンピオン                     | 名人戦競走                                     | ブロンズ | グリーン |
| 3    | ボートレースオールスター                   | 笹川賞競走                                     | ゴールド | ブルー   |
| 4    | グランドチャンピオン                       | グランドチャンピオン決定戦競走                 | シルバー | イエロー |
| 5    | オーシャンカップ                           | オーシャンカップ競走                           | シルバー | イエロー |
| 6    | レディースチャンピオン                     | 女子王座決定戦競走                             | ブロンズ | ピンク   |
| 7    | ボートレースメモリアル                     | モーターボート記念競走                         | ゴールド | ブラック |
| 8    | ヤングダービー                             | ヤングダービー競走                             | ブロンズ | グリーン |
| 9    | ボートレースダービー                       | 全日本選手権競走                               | ゴールド | ホワイト |
| 10   | チャレンジカップ                           | チャレンジカップ競走                           | シルバー | イエロー |
| 11   | ボートレースバトルチャンピオントーナメント | ボートレースバトルチャンピオントーナメント競走 | ゴールド | グリーン |
| 12   | ボートレースグランプリ                     | 賞金王決定戦競走                               | プラチナ | ゴールド |
| 13   | クイーンズクライマックス                   | 賞金女王決定戦競走                             | ブロンズ | ピンク   |

## 2014年度からの格付け改正
先述のSGに準ずる全国規模発売GIを「プレミアムGI」と位置付けるほか、女子及び新鋭レーサー対象競走の見直しの観点から以下のとおり格付けが変更された。

### 女子競走
- 賞金女王決定戦進出のステップとなるレディースチャレンジカップ競走をGIIとして新設。
- 賞金女王決定戦と同日に行われる賞金女王シリーズ戦を一般競走からGIIIに格付けを昇格（これは2015年度より実施された）。
- オール女子戦の格付けは、一般競走からGIIIに昇格させる。
- 女子リーグ戦競走の格付けは、GIIIから一般競走に降格させる（現在のヴィーナスシリーズの前身）。

### 新鋭競走
- 新鋭王座決定戦を廃止し、ヤングダービーを新設。出走条件を「デビュー6年未満の選手」から「30歳未満の選手」に変更。なお、同競走には女子選手も出場可能とする。
- ヤングダービーの出場権（各地区優勝者が出場権獲得）をかけた「イースタンヤング」と「ウエスタンヤング」を新設し、それぞれGIIIとして施行する（両競走には同じく女子選手の出場も可能）。
- 新鋭リーグ戦の格付けは、ルーキーシリーズに改称の上、GIIIから一般競走に降格となるが、出走条件の「デビュー6年未満の選手」に変更はない（その後2017年度より6年以上であっても30歳未満であれば出場可能なオーバーエイジ枠が新設）。